# 6458 Нода
6458 Нода (6458 Nouda) — астероїд головного поясу, відкритий 2 жовтня 1992 року.
Тіссеранів параметр щодо Юпітера — 3,377.
Названо на честь Нода (яп. のうだ(能田) но:да)